# 頭湖 (桃園市)
頭湖，是臺灣桃園市楊梅區的一個傳統地域名稱，位於該區中部偏西。相較於今日行政區，其範圍大致包括東流里北部凸出部分西北半部、大平里西北部近邊界狹長地帶、頭湖里東大半部、三湖里東北半部不含東北部凸出部分的東半部、瑞原里西南部凸出部分中央地帶。

## 歷史
台灣清治末期至日治初期，頭湖地區為一街庄，稱為「頭湖庄」，隸屬於竹北二堡。該庄北及東北與上陰影窩庄為鄰，東與水尾庄為鄰，東南邊為大平山下庄、水流東庄、崩坡庄，西南邊及西邊為三湖庄。
1901年（日治明治三十四年）11月，全台廢縣廳改設二十廳，該庄隸屬於桃仔園廳。1903年（明治三十六年），改名桃園廳。1909年（明治四十二年）10月，合併二十廳為十二廳，該庄隸屬不變。1920年（大正九年），廢十二廳改設五州二廳，該庄改制為「頭湖」大字，隸屬於新竹州中壢郡楊梅庄。1941年，楊梅庄升格為楊梅街。
戰後楊梅街改制為楊梅鎮，隸屬於新竹縣，大字亦改制為里。1950年桃、竹、苗分治，楊梅鎮改隸屬於桃園縣。2010年8月，楊梅鎮因人口達15萬而改制為楊梅市。2014年12月，桃園縣升格為直轄桃園市，楊梅市改制為楊梅區。

## 聚落
本地區發展較早的聚落為頭湖，在日治期初期的官方地圖上已有記載。此外，本地區尚有鄧屋、紅坡、長坡等聚落。

## 交通
台鐵縱貫線大致以東南東—西北西走向經過頭湖地區最北端近邊界地帶，東側最近的是楊梅車站，屬三等站，停靠部分自強號、莒光號班次及全部的區間車；西側最近的是富岡車站，亦屬三等站，但僅停靠區間車。
區道桃13線是四湖橋至楊梅的道路，也是新湖口至楊梅道路的桃園市境內路段，大致以西北—東南走向轉橫向蜿蜒經過頭湖地區。由該道路向西北轉西可前往三湖、上四湖、下四湖並止於桃園市、新竹縣界四湖橋的新竹縣鄉道竹10線東側端點，向東轉東南可前往水尾、大平山下並止於省道台1線路口。
區道桃110線是十五間至下水尾的道路，大致與台鐵縱貫線並行而位於其北側經過本地區最北端近邊界地帶。由該道路向西北西可前往下陰影窩富岡聚落、十五間呂屋並止於區道桃106線路口，向東南東可前往水尾並址於縣道115號路口。